# Ancistroteuthis lichtensteinii
Ancistroteuthis lichtensteinii (Férussac [in Férussac & d'Orbigny], 1835) è una specie di calamaro della famiglia degli Onicoteutidi con una lunghezza del mantello che raggiunge i 30 cm.

## Descrizione
Ha un mantello lungo e appuntito, con ali lanceolate e appuntite. Le clave tentacolari posseggono due serie di uncini. Sulla superficie ventrale di ogni occhio è presente del tessuto luminoso.

## Distribuzione e habitat
La specie è diffusa nel Mediterraneo occidentale e nelle acque subtropicali e temperate dell'Atlantico orientale e del Nordatlantico occidentale. La maggior parte delle segnalazioni proviene dal Mediterraneo occidentale, mentre le segnalazioni di esemplari nel golfo del Messico e nel Pacifico sud-occidentale sono probabilmente dovute a errori di identificazione.

## Biologia
Questa specie pelagica vive nelle acque aperte tropicali e temperato-calde dell'Atlantico e del mar Mediterraneo. In primavera ed estate è possibile incontrarlo sui fondali ghiaiosi del Mediterraneo, dove d'estate depone le uova. La sua biologia è quasi del tutto sconosciuta. La sua dieta comprende pesci mesopelagici e crostacei pelagici; a sua volta è preda di mammiferi marini e pesci pelagici. È una specie non commerciale che si cattura talvolta con reti a strascico, reti pelagiche e totanare.